# Olivier Estoppey
Pour les articles homonymes, voir Estoppey.
 (décembre 2019).
Si vous disposez d'ouvrages ou d'articles de référence ou si vous connaissez des sites web de qualité traitant du thème abordé ici, merci de compléter l'article en donnant les références utiles à sa vérifiabilité et en les liant à la section « Notes et références ».
Olivier Estoppey, né le 30 juin 1951 en Suisse, dans le canton de Vaud, est un artiste suisse qui pratique la sculpture, le dessin et la gravure. 

## Biographie
Olivier Estoppey suit les cours de l’École cantonale des beaux-arts de Lausanne de 1972 à 1977, il séjourne en France, à Arles, et à Bologne en Italie de 1979 à 1980. Il est professeur de dessin et d’expression visuelle, à l’École des beaux-arts de Sion de 1981 à 1982 ainsi qu’au département d’architecture de l’École polytechnique fédérale de Lausanne de 1983 à 1987 et de 1993 à 2002. Il gagne de nombreux concours et réalise plusieurs aménagements extérieurs, animations artistiques et œuvres intégrées à l’architecture de bâtiments publics et privés. Multiples prix et distinctions. Il compte de nombreuses expositions personnelles en Suisse et à l’étranger, il participe de manière marquante, avec des installations monumentales, à un grand nombre d’expositions collectives. Il pratique également la gravure. Plusieurs de ses œuvres sculptées ou dessinées font partie de collections publiques. Il vit et travaille à Ollon. 

## Distinctions
- 1980 : Bourse Alice Bailly
- 1986 : Bourse Irène Reymond
- 1987 : Prix jeunes artistes UBS
- 1993 : Prix jeunes créateurs, Fondation vaudoise pour la création artistique
- 1999 : Bourse Irène Reymond
- 1999 : Bourse Fondation Baccarini
- 2000 : Bourse Fondation Leenaards
- 2002 : Prix du public Bex&Arts
- 2009 : Grand prix de la Fondation vaudoise pour la culture

## Expositions

### Expositions personnelles

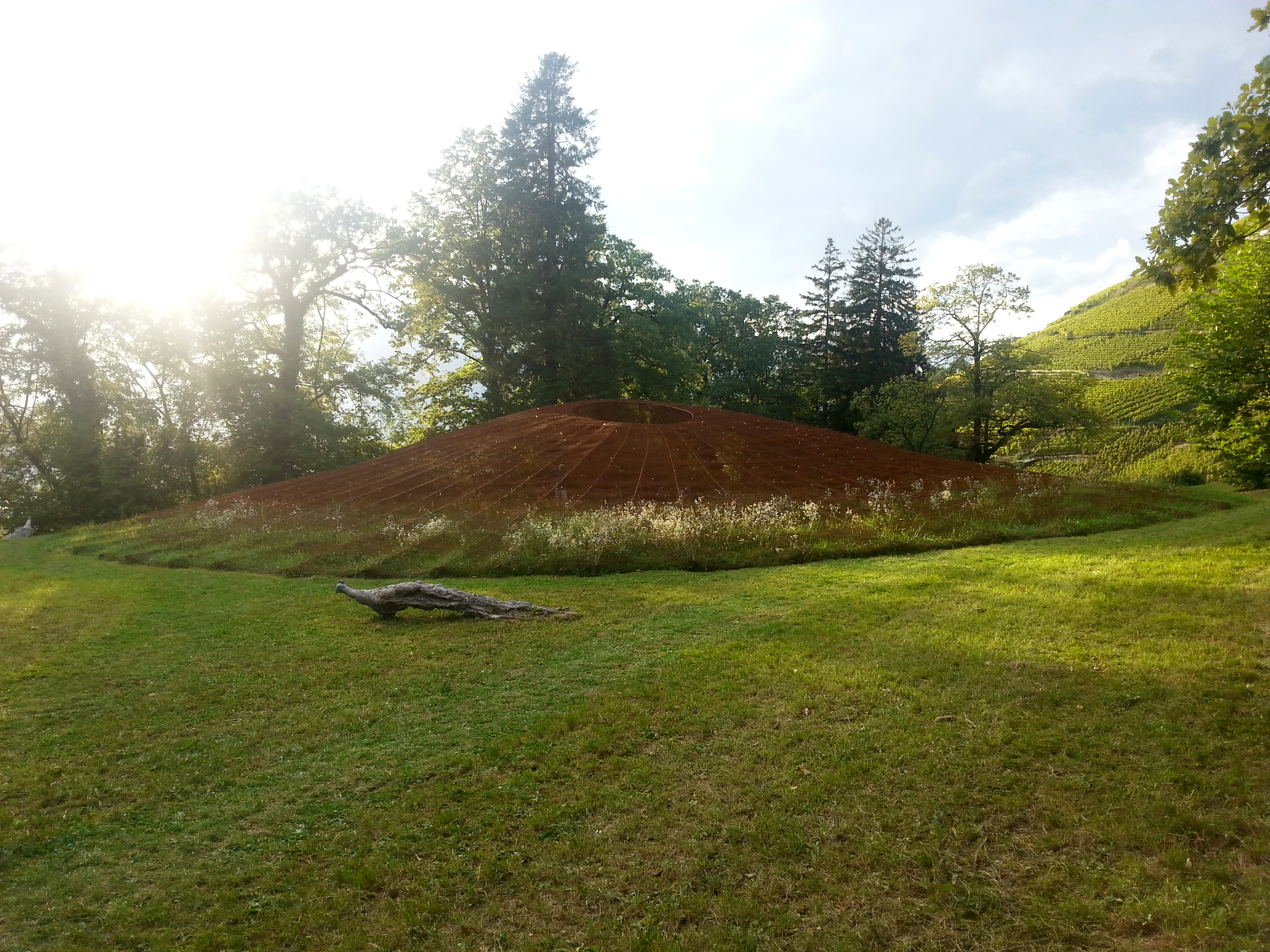
Sculpture monumentale d'Olivier Estoppey exposée à Bex & Arts 2014 sous le titre "Un matin d’or fin".

- 1980 : Galerie de l’Hôtel de Ville, Arles
- 1986 : Galerie Numaga, Auvernier
- 1987 : Galerie Bel Etage, Bâle
- 1989 : Galerie de l’Hôtel de Ville, Yverdon
- 1990 : Galerie Arts et Lettres, Vevey
- 1994 : Stadtlische Galerie, Tuttlingen, Allemagne
- 1995 : Galerie Numaga, Auvernier
- 1995 : Galerie Nane Cailler, Pully
- 1998 : Galerie Numaga, Auvernier
- 2000 : Espace Culturel, Assens
- 2000 : Espace d’une sculpture, Yverdon
- 2001 : Unité d’art contemporain, Université de Lausanne
- 2001 : Galerie Espace Suisse, Strasbourg, France
- 2002 : Galerie Arts et Lettres, Vevey
- 2003 : Galerie Numaga, Colombier
- 2006 : Galerie Numaga, Colombier
- 2007 : Jardin Flore Alpe, Champex-Lac
- 2007 : Galerie Arts et Lettres, Vevey
- 2008 : Jardin du Palais Royal, Paris
- 2009 : Espace Arlaud, Lausanne
- 2011 : Galerie Numaga, Colombier
- 2011 : Château de Venthône
- 2012 : Galerie am Markplatzt, Büren a.A
- 2014 : Galerie du Crochetan, Monthey

### Expositions collectives

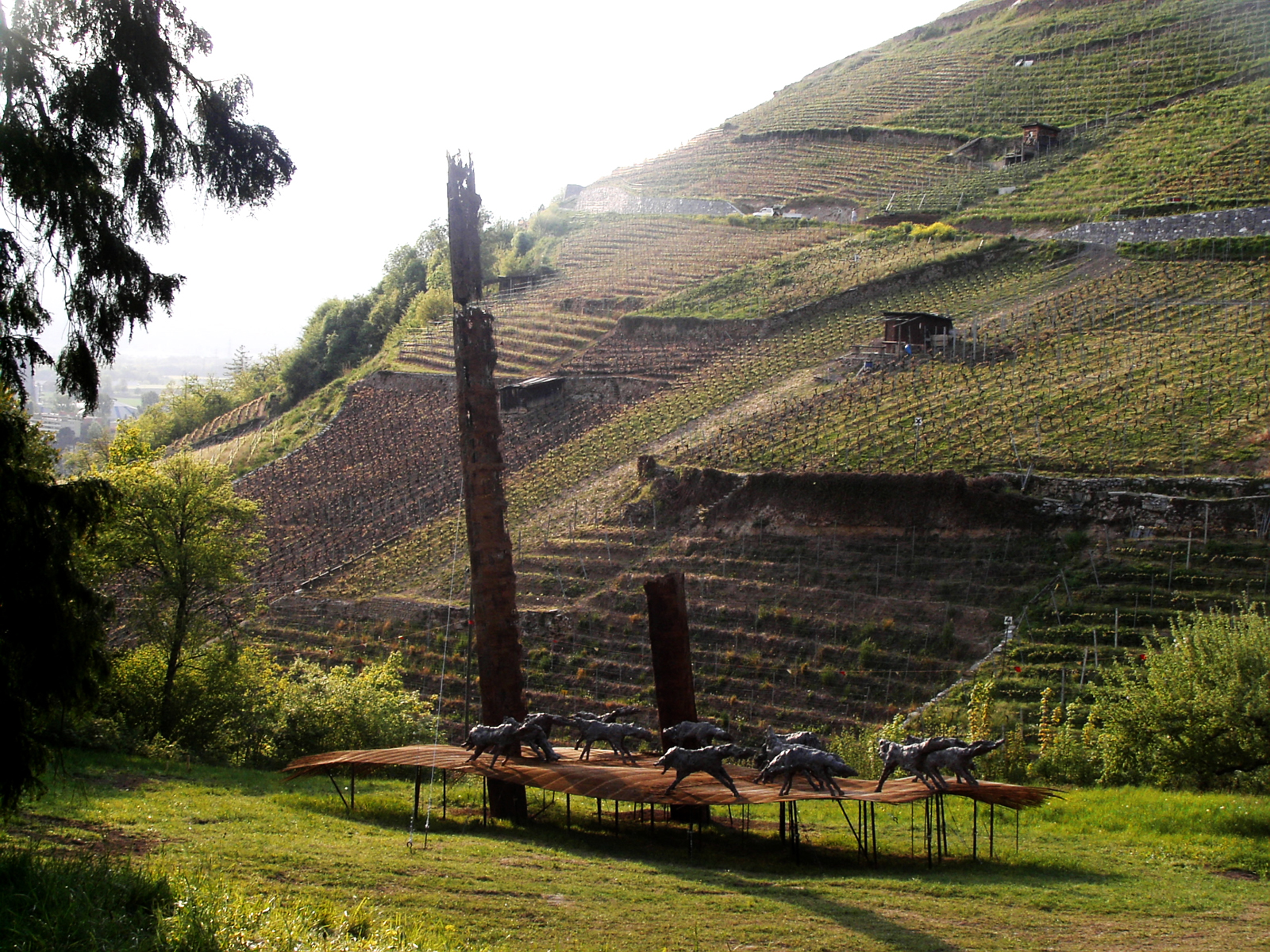
Bex&Arts 2008

- 1977 : Sculpture en liberté, Lausanne
- 1978 : Le dessin suisse, Musée Rath, Genève
- 1981 : Sculpteurs Romands, Bex&Arts, Bex
- 1981 : Une œuvre - un artiste, Halle des expositions, Delémont
- 1984 : Sculpteurs Suisses, Bex&Arts, Bex
- 1985 : Cinq sculpteurs élèves de Gisiger, Casino de Montbenon, Lausanne
- 1985 : L’œil du musée sur une collection, BCV, Musée des beaux-arts, Lausanne
- 1985 : Fonds des arts plastiques, Musée de l’Ancien Évêché, Lausanne
- 1987 : Jeunes artistes, UBS, Musée des beaux-arts, Lausanne
- 1987 : Sculpture suisse, une sélection, Locarno
- 1987 : Traces du sacré, Bex&Arts, Bex
- 1988 : Helvet’art, Halle des expositions, Saint-Gall
- 1988 : Installation intérieure, Gymnase de la Cité, Lausanne
- 1989 : Installation extérieure, Gymnase de la Cité, Lausanne
- 1990 : De tout bois, Centre régional d’art contemporain, Altkirch, France
- 1990 : Le dormeur du val, Bex&Arts, Bex
- 1991 : Regards, Château de la Tout-de-Peilz, La Tour-de-Peilz
- 1991 : La peinture vaudoise 1960-1990, BCV, Musée Jenisch, Vevey
- 1992 : Carrousel, Théâtre, Ecoteaux
- 1992 : Parc de sculptures, Vissoie
- 1993 : Mise en scène, Bex&Arts, Bex
- 1993 : Artistes de la Galerie, Galerie Nane Cailler, Pully
- 1996 : Atelier Raymond Meyer, Galerie L’Estrée, Ropraz
- 1996 : Alice Bailly et ses boursiers, Musée Jenisch, Vevey
- 1996 : Babylone, un jardin suspendu, Bex&Arts, Bex
- 1997 : Jardin faisant, Lausanne jardin 97, Lausanne, cat.
- 1997 : Regards sur l’œuvre, Centre professionnel, Vevey
- 1998 : Gravures, Galerie Niu d’art, Lausanne.
- 1999 : Mémoires, paysages intérieurs, Bex&Arts, Bex
- 2000 : L’art de jouer, Musée du Jeu, Moirans-en-Montagne, France
- 2000 : L’art de jouer, Musée suisse du Jeu, Vevey
- 2000 : Il était une fois le vingtième siècle, Galerie Nane Cailler, Pully
- 2001 : Éloge du béton, Château de La Sarraz, La Sarraz
- 2001 : Encore, la force de la répétition, Ancien Pénitencier, Sion
- 2001 : Inauguration, Galerie Numaga, Colombier
- 2002 : Collection de la BCV, Musée Jenisch, Vevey
- 2002 : Art Canal, Canal de la Thielle, Le Landeron
- 2002 : Noces, Bex&Arts, Bex
- 2002 : Nouvelle présentation, Musée des beaux-arts, Sion
- 2002 : Construire une exposition, Galerie Rouge, Morges
- 2002 : Big is beautiful, Musée d’art et d’histoire, Neuchâtel
- 2002 : Il Giardino, Fondation Daniel Spoerri, Seggiano, Italie
- 2003 : Die Süsse des Anfangs, Galerie Franz Mäder, Bâle
- 2003 : Nane Cailler, galeriste, 50 ans d’activité, Musée de Pully, Pully
- 2004 : Dessiner, Galerie Rouge, Morges
- 2004 : Hic terminus haeret, les artistes du Giardino di Daniel Spoerri, Kunsthaus, Granges
- 2005 : Le goût du sel, Bex&Arts, Bex
- 2005 : Lauréats de la Fondation Irène Reymond, Espace Arlaud, Lausanne
- 2005 : Festival Arbres et Lumières, Genève
- 2006 : Festival Arbres et Lumières, Genève
- 2007 : Collectionner au cœur des Alpes, Musée d’art du Valais, Sion
- 2007 : Les Cahiers Dessinés, Salon du Livre, Genève
- 2007 : Waterproof, Piscine municipale, Monthey
- 2008 : Espace d’une sculpture, Nyon
- 2008 : Acquisitions récentes, Musée de Pully
- 2008 : Mémoires de pierre, Espace Arlaud, Lausanne
- 2008 : Lasciami, Bex & Arts, Bex
- 2010 : Wunderland, Château de Rue.
- 2010 : Rés’eau, Galerie de l’Hôtel de Ville d’Yverdon-les-Bains
- 2010 : Nuit des musée, Musée Jean de La Fontaine, Château-Thierry, France
- 2011 : Sept Artistes, Le 7, Galerie Jean-Michel Gard, Martigny
- 2012 : Promenons-nous dans les bois..., Galerie la ferme la chapelle, Grand-Lancy
- 2013 : De l’inachevé, Halles CFF, Gare de Lausanne
- 2013 : 10 ans de sculpture - Entre art et nature, Jardin Flore Alpe, Champex-Lac
- 2014 :  Skulpturenparcours, Wiesbaden, Allemagne
- 2014 : Authentik Énergie, Manoir de la Ville de Martigny, Martigny
- 2014 : À la limite de la narration et de la non narration…, Galerie Numaga, Colombier
- 2014 : Émergences, Bex & Arts, Bex, cat

### Œuvres à caractère monumental et public
- 1979 : Peinture murale, CHUV, Lausanne
- 1987 : Peinture murale, BCV, Lausanne
- 1988 : Installation intérieure, Gymnase de la Cité, Lausanne
- 1989 : Installation extérieure, Gymnase de la Cité, Lausanne
- 1991 : Installation extérieure, EMS Coteau-Murez, Clarens
- 1991 : Installation extérieure, Centre professionnel, Aigle
- 1991 : Installation extérieure, Cimetière, Jouxtens-Mézery
- 1992 : Ensemble de sculptures, Collège de la Terre Sainte, Coppet
- 1994 : Ensemble de sculptures, Centre administratif, BCV, Prilly
- 1995 : Ensemble de sculptures, École de Coteau-Fleury, Lausanne
- 1996 : Sculpture, Musée Jenisch, Vevey
- 1997 : Ensemble de sculptures, Usine SATOM, Monthey
- 1997 : Sculpture, Musée de l’Élysée, Lausanne
- 1997 : Ensemble de sculptures, Musée d’art et d’histoire, Neuchâtel
- 1998 : Ensemble de sculptures, Établissement de Bellechasse, Sugiez
- 2002 : Dies Irae - Jour de Colère, ciment armé, Il Giardino di Daniel Spoerri
- 2003 : Sculpture, Établissement pénitentiaire de la Croisée, Orbe
- 2006 : Sculpture, bas-relief gravé, église de Grandson
- 2008 : Interventions RC 401a, de Grandson à Vaumarcus
- 2010 : Entre chien et loup, Gymnase de Burier
- 2010 : Le Passage des loups, col de la croix, Commune d’Ollon
- 2010 : Rhinocéros, Parc du concervatoire, Ville de Nyon
- 2011 : Les Oiseaux, Bâtiment communal de Bex
- 2013 : Installation, Jardin de Dieter Herrmann, Büren a.A

### Œuvres dans les collections publiques
- 2009 : Centre national des arts plastiques (CNAP), Paris, France
- 2009 : Musée cantonal des Beaux-Arts, Sion, Valais, Suisse
- 2009 : Musée de Pully, Vaud, Suisse

### Filmographie
- 1986 : Jean-Claude Diserens, Olivier Estoppey, Tickets de premières, RTSR
- 2004 : Bruno Joly, Olivier Estoppey, Réalartishow N26, Canal 9
- 2008 : Collaboration sculptée (dix loups en béton) dans le film long métrage de Pascal Thomas, Le crime est notre affaire.
- 2009 : La Résèrve, un film de Maxime et Guillaume Estoppey